# Sherida Spitse
Sherida Spitse (Sneek, Países Bajos; 29 de mayo de 1990) es una futbolista neerlandesa. Juega como Centrocampista y su equipo actual es el LSK Kvinner FK de la Toppserien de Noruega.

## Clubes
| Club           | País         | Año         |
| -------------- | ------------ | ----------- |
| SC Heerenveen  | Países Bajos | 2007 - 2012 |
| FC Twente      | Países Bajos | 2012 - 2014 |
| LSK Kvinner FK | Noruega      | 2014 - 2017 |
| FC Twente      | Países Bajos | 2017 - 2018 |
| Vålerenga      | Noruega      | 2018 - 2020 |

## Títulos

### Campeonatos nacionales
| Título                   | Club           | País         | Temporada   |
| ------------------------ | -------------- | ------------ | ----------- |
| Liga BeNe                | FC Twente      | Países Bajos | 2012 - 2013 |
| Liga BeNe                | FC Twente      | Países Bajos | 2013 - 2014 |
| Copa de Noruega Femenina | LSK Kvinner FK | Noruega      | 2014        |
| Copa de Noruega Femenina | LSK Kvinner FK | Noruega      | 2015        |
| Copa de Noruega Femenina | LSK Kvinner FK | Noruega      | 2016        |
| Toppserien               | LSK Kvinner FK | Noruega      | 2014        |
| Toppserien               | LSK Kvinner FK | Noruega      | 2015        |
| Toppserien               | LSK Kvinner FK | Noruega      | 2016        |

### Campeonatos internacionales
| Título            | Selección              | Sede final   | Año  |
| ----------------- | ---------------------- | ------------ | ---- |
| Eurocopa Femenina | Selección Países Bajos | Países Bajos | 2017 |
| Copa de Algarve   | Selección Países Bajos | Portugal     | 2018 |

## Vida personal
Spitse y su esposa Jolien van der Tuin tienen dos hijos.